# Poros (isola)
Poros (in greco Πόρος?) è una piccola isola greca sita nella zona meridionale del golfo Saronico, a circa 55 km a sud del Pireo e separata dal Peloponneso da uno stretto canale (200 m), di fronte alla città di Galatas sulla terraferma al di là dello stretto. Ha una superficie di circa 31 km² e una popolazione di 3 651 abitanti secondo il censimento del 2011. L'antico nome di Poros era Pogon. Come altri porti del golfo Saronico, è una meta popolare degli Ateniesi in occasione dei week-end.
Poros è costituita da due isole: Sphairia (in greco Σφαιρία?, nella parte meridionale, di origine vulcanica, dove è ubicata la città odierna, e Calauria (in greco Καλαυρία?, ma anche Kalavria o Kalaureia (dal significato di dolce brezza), la parte settentrionale e di maggiori dimensioni. Un ponte connette le due isole attraverso un piccolo stretto.
La comunità di Poros ha 3 993 abitanti, su un'area totale di 49,582 km², e i seguenti villaggi:
- Poros, (pop. 3,651)37°29′58.23″N 23°27′09.94″E
- Ágios Nektários (pop. 101).
- Kyaní Aktí (pop. 213) una parte del continente nel punto più orientale della penisola del Peloponneso tra l'isola di Poros e l'isola di Idra e vicino ai comuni di Troizinia e Ermionida.[1]

Poros è un'isola dalla ricca vegetazione. Gran parte delle zone est e nord-ovest dell'isola sono coperte da una folta e bassa vegetazione, mentre ampie zone di pineta si trovano nel sud e nel centro dell'isola. Ha una buona rete stradale e adeguata infrastrutture turistiche, il che la rende una località popolare per le vacanze brevi. Anche se non dispone di un aeroporto, è facilmente raggiungibile da  ateniesi via traghetto o aliscafo o dalla terraferma adiacente a Galatas.

## Geografia
Il paesaggio è molto collinare e montuoso. La vetta più alta è il Vigla (358 m), nella parte centro-occidentale. La topografia e la geologia dell'isola, evidenziano piccole insenature e torrenti stagionali che scorrono attraverso le valli scoscese della parte meridionale e a nord-est. Le parti occidentali e settentrionali dell'isola presentano dolci colline e vallate poco profonde. Le spiagge di sabbia sono limitati alla costa meridionale dell'isola, ad eccezione di una baia nella parte settentrionale chiamata Vayionia.

### Geologia
La geologia dell'isola comprende terreni con rocce sedimentarie che vanno dal Mesozoico al Cenozoico (calcare e flysch-arenaria) e ofioliti e vulcaniche del Neogene sulla Sferia. L'isola è tettonicamente dissezionata e fa parte di una zona tettonica mista del Terziario. Ci sono doline carsiche nel massiccio centrale calcareo dell'isola, e grotte con stalattiti. Sono visibili fossili marini, principalmente nel calcare, ma non si ha notizia della presenza di pietre preziose o depositi di minerale.

## Storia

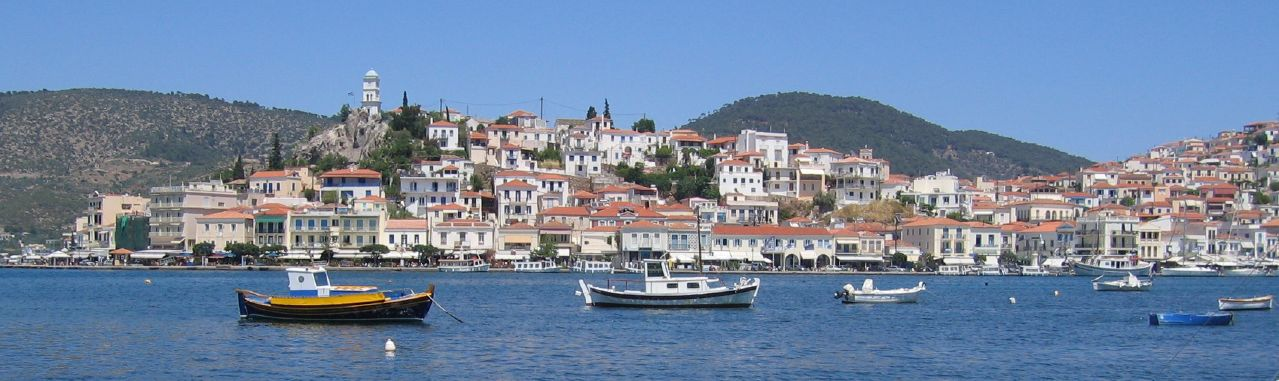
La città di Poros vista da Galatas sul continente

Nella parte nord-orientale dell'isola, in una zona chiamata "Kavos Vasili", gli archeologi hanno scoperto i resti di un insediamento della prima età del bronzo. Questo insediamento è il più antico della zona più ampia di Trizinia, e si crede che sia correlato al relitto trovato sulla vicina isola Dokos che risale allo stesso periodo.

### Antichità

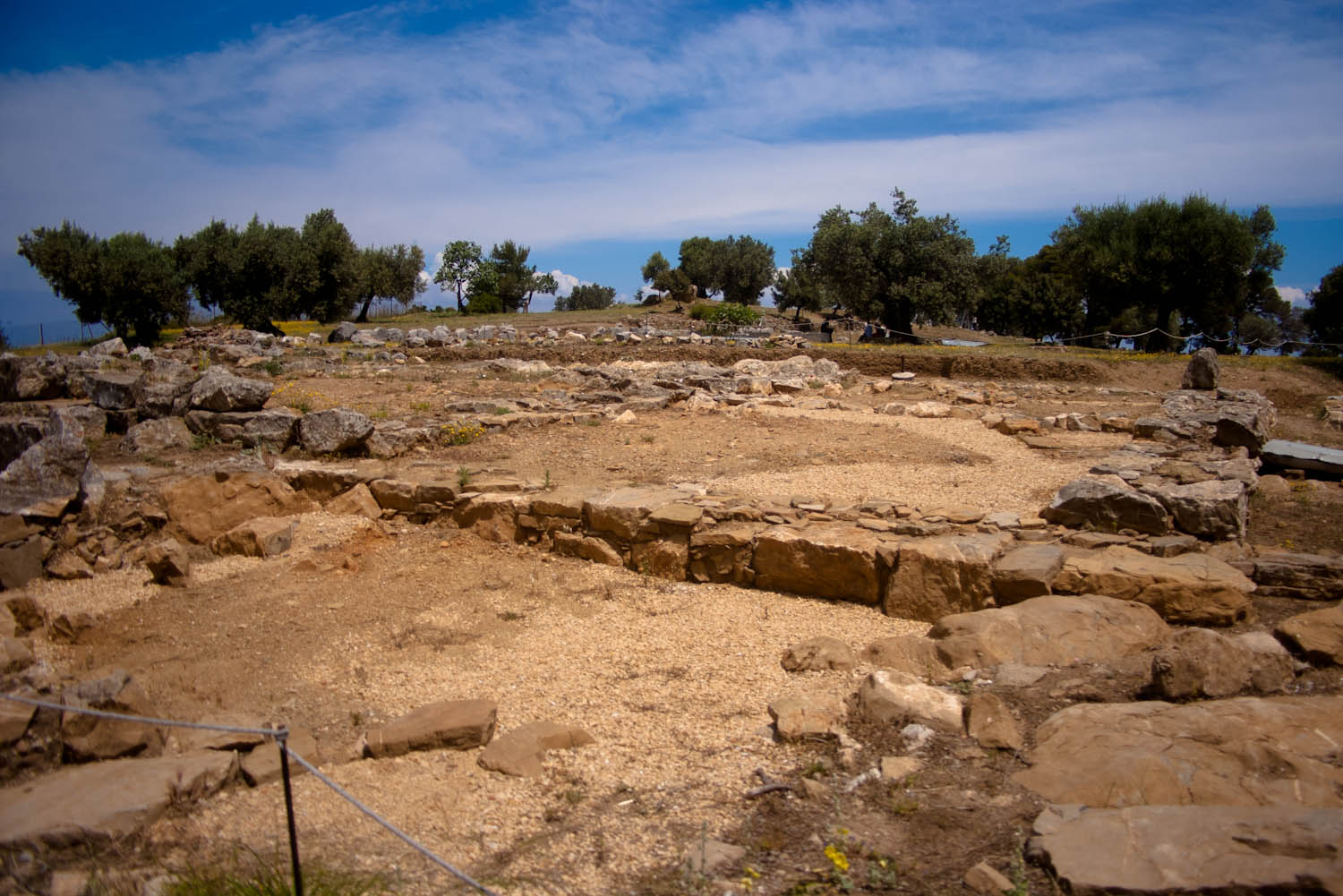
Santuario di Poseidone

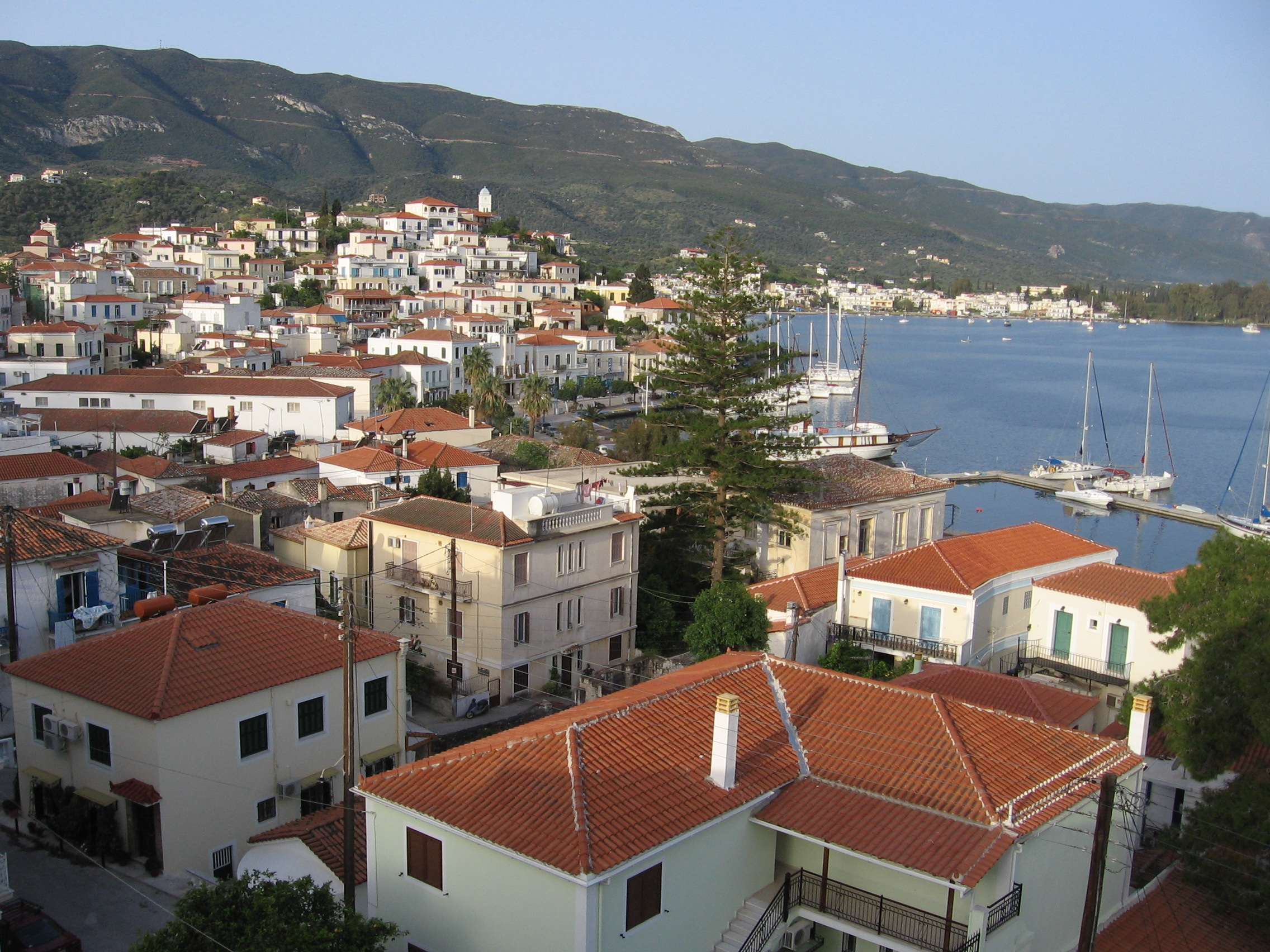
Vista panoramica

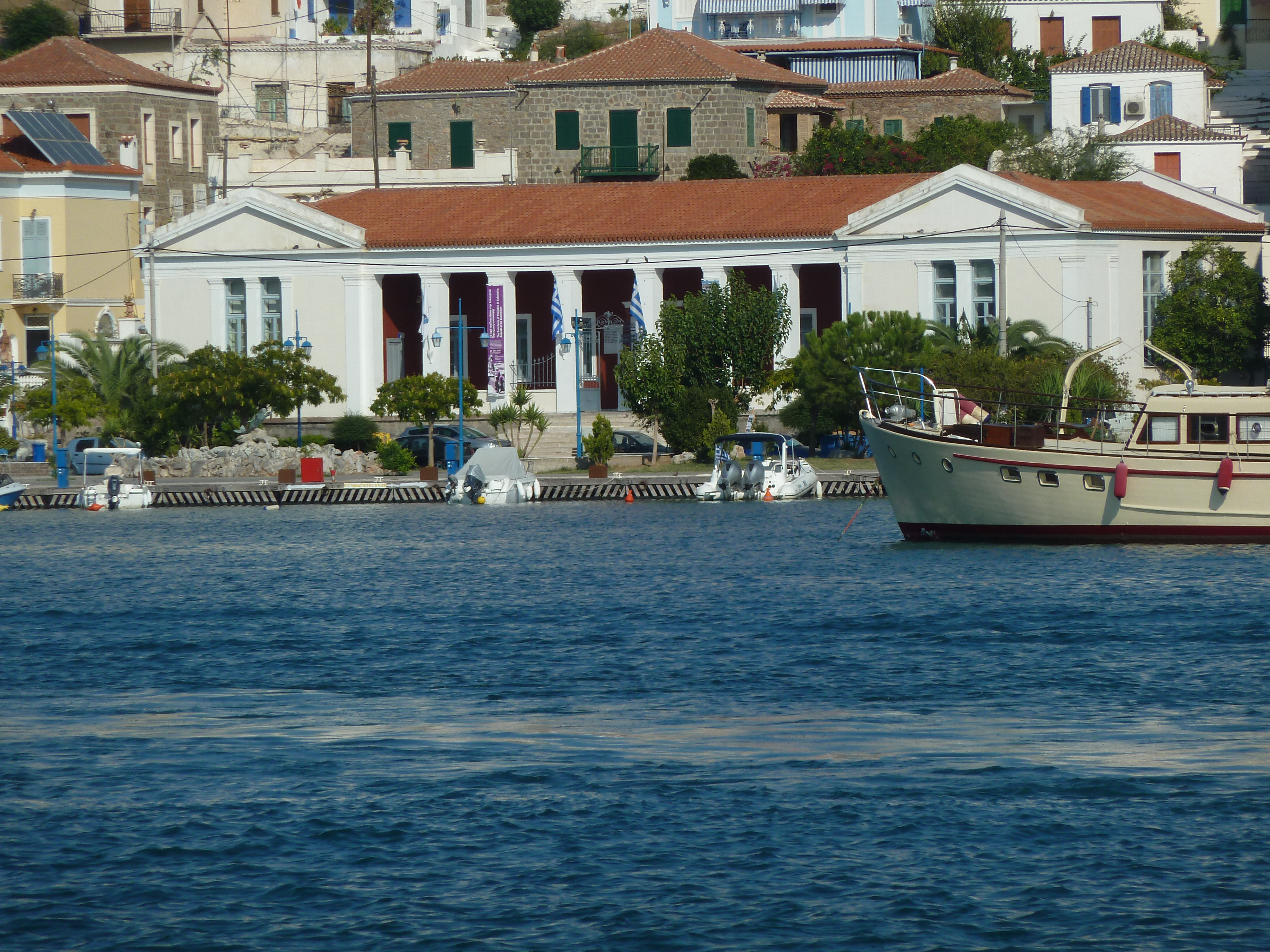
Fronte mare

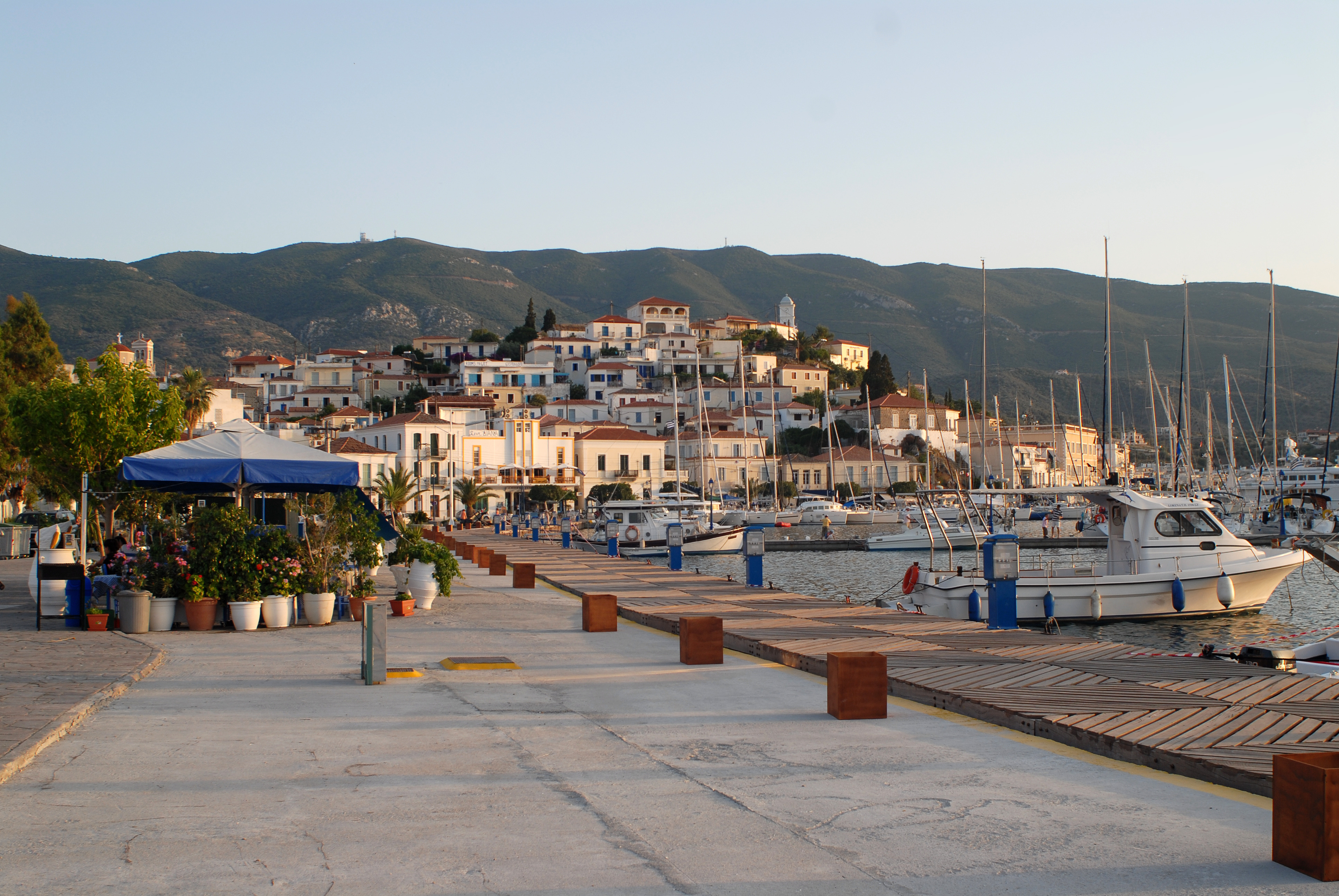
Vista del porto

L'antica polis di Calauria è stata sede di un asylum dedicato a Poseidone, le cui rovine sono ancora accessibili su una collina vicino alla città. Questo asylum potrebbe essere stato legato ai santuari di Geraistos e Tainaros. Gli storici antichi hanno sostenuto che Poros fu sede di una lega anfizionica in età arcaica, una lega delle polis di Poros, Atene, Prassiai, Egina, Epidauro, Hermione, Trezene, Nauplion e Orcomeno. Tuttavia, non vi è alcuna prova di questo, e gli studiosi moderni ritengono che l'anfizione potrebbe essere stata un'invenzione ellenistica. Sono stati trovati segni di un'enorme festa risalente al periodo ellenistico, nelle rovine dell'asylum Calauria, insieme a una targa che celebra il "risveglio" della lega di Calauria.
Poros fu divisa in due isole durante l'antichità: quella chiamata Sfairia è la parte dell'isola dove oggi si trova la capitale; Calauria è la parte più grande e si trova a nord di Poros.
Durante il dominio miceneo (1 400-1 100 a.C.) Calauria era abbastanza potente e la più importante base navale dell'ampia regione collocata tra l'isolotto Monti o Liontari sulla costa orientale di Poros. 
Nel VII secolo a.C., si ritiene che Calauria facesse parte di un "Amphictyonia"; cioè un'alleanza tra più città-stato. La Amphictyonia venne chiamata "amphictionum di Calauria" e i suoi membri erano Atene, Poros, Egina, Epidauro, Hermione, Trizina, Nafplio, Orcomeno e Marrubio.
Nel corso del V secolo a.C., i Persiani ha iniziarono ad attaccare i territori greci insieme alle isole dell'Egeo. Con l'inizio della guerra del Peloponneso, che colpì anche le isole del golfo Argo-saronico, Trezene e Calauria offrirono asilo politico anti-macedone che poi divenne il tiranno della regione.
Dopo la morte di Alessandro Magno nel 323 a.C., i Tolomei d'Egitto occuparono Calauria. In quel periodo, il famoso oratore Demostene era venuto sull'isola e alcuni dicono che questo è il luogo in cui si suicidò.
Nel 273 a.C., l'ultima esplosione del vulcano Methana cambiato radicalmente la morfologia di Poros e della regione.

### Romani e bizantini
Durante il periodo Romano (86 a.C.-395) Poros fece parte dell'Impero Romano con Trizina, della quale era vassalla. 
Ai tempi dell'impero Bizantino, Poros e altre isole furono spesso oggetto di razzie da parte dei pirati che infestavano il mar Egeo.

### Occupazione veneziana
Nel 1484 la Repubblica di Venezia occupò Poros usandola come porto strategico nelle battaglie marittime contro l'Impero ottomano. Poros era la più potente città della zona più ampia, alla quale apparteneva (ed era gestita dalla sede centrale di Poros) che comprendeva l'isola di Methana, Epidauro, Damalas (Trizina), Fanari e Valario. Durante questo periodo, l'isola aveva circa 15000 abitanti, il che significa che era una delle più grandi città della Grecia. Il dominio veneziano si concluse nel 1715.

### Il periodo Ottomano
Il periodo ottomano iniziò nel 1715, molto più tardi a Poros rispetto al resto della Grecia. Il traffico navale e il commercio erano la «attività principali, ma la flotta di Poros non era così famosa come quelle di Idra o di Sparta, a causa del fatto che essa non partecipò a molte battaglie navali.

### La rivoluzione greca
Poros ebbe un ruolo importante durante la guerra d'indipendenza greca del 1821, dovuto alla sua posizione strategica. I capi rivoluzionari greci, si riunirono spesso a Poros per discutere e pianificare le loro azioni future. La prima base navale greca fu fondata a Poros nel 1828 e vi rimase fino al 1878. Nel mese di settembre 1828, gli ambasciatori di Inghilterra, Francia e Russia si incontrarono a Poros con Giovanni Capodistria, al fine di determinare i futuri confini dello Stato greco che fu istituito due anni dopo, nel 1830.

### Base navale russa

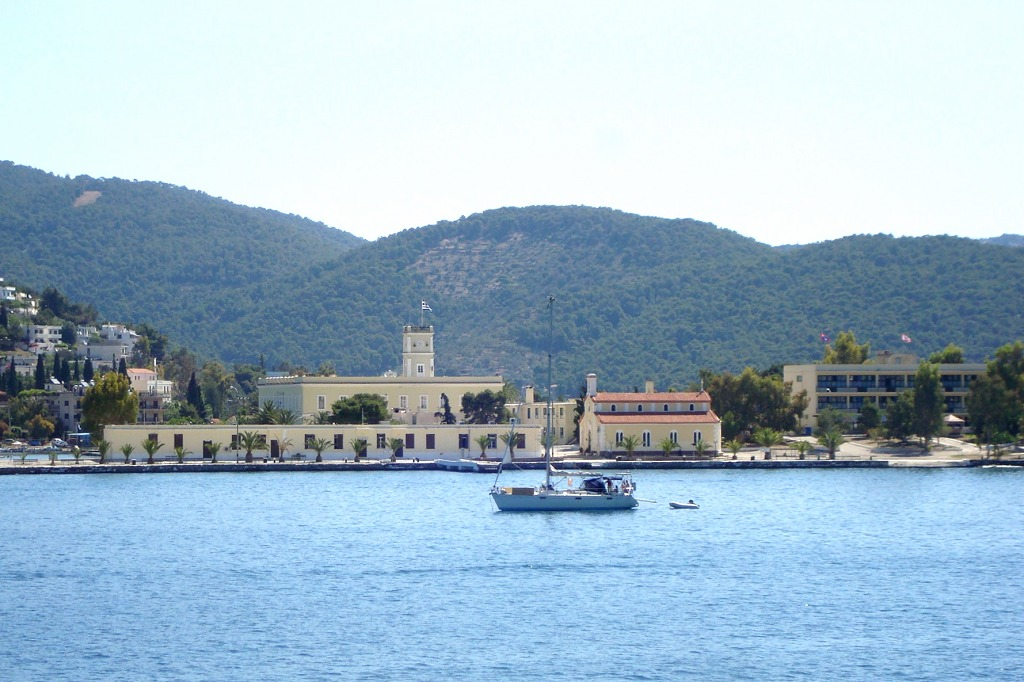
Base navale greca

Con il trattato di Kuchuk Kainarji, la Russia si assicurò la libera assistenza alla sua marina, da guerra e mercantile, in tutte le acque dell'Impero Ottomano. Come l'attività navale russa crebbe, e quindi emerse la necessità di sorta di base di rifornimento, e così acquistò dei terreni nelle vicinanze della città di Poros. In essi vennero accumulate provviste come carbone, e vennero costituiti magazzini di stoccaggio per merci destinate al rifornimento degli equipaggi, compreso un forno per il pane. Dopo l'indipendenza greca, il governatore Capodistria requisì i servizi per affidarli alla Marina da guerra greca, e offrì ai russi una soluzione alternativa in una baia nelle vicinanze. Le nuove strutture erano molto più grandi, e sono stati utilizzate dalle navi russe per tutto il XIX secolo. Il numero di residenti russi di Poros aumentò e venne istituita anche una scuola di lingua russa. Poi, con il diminuire dell'attività navale russa, la base perse importanza e nel XX secolo un solo guardiano russo rimase nella base. Questa venne poi concessa alla Marina greca dallo zar, ma non venne mai realmente utilizzata, e gli edifici abbandonati sono stati lasciati andare in degrado. Le rovine, in pietra finemente scolpita, sono state indicate come monumenti architettonici tutelati nel 1989.

### XX secolo
All'inizio del XX secolo, fra le attività degli abitanti di Poros primeggiava l'agricoltura (principalmente grano, viti e olivi), allevamento del bestiame, pesca e trasporto via mare.